# Аксай (приток Акташа)
Акса́й (устар. Асагалыль, кум. Яхсайсув, в верховье — Бенойясси, Боннойясси, Беной-ясси; чечен. Яьсси) — река в России, левый приток Акташа, протекает по территории Ножай-Юртовского и Гудермесского районов Чечни, Ботлихского, Новолакского, Бабаюртовского и Хасавюртовского районов Дагестана. Уклон реки — 14,5 м/км.

## География
Берёт начало на северном склоне Андийского хребта. Высота истока — 2080 м над уровнем моря. Впадает в Аксайское водохранилище, которое соединено каналом с рекой Акташ. Длина составляет 144 км, площадь водосбора — 1390 км², средняя его высота — 444 м. Большая часть бассейна (87 %) расположена ниже 1000 м, 11 % территории лежит ниже отметки 0 м.

## Гидрологическая изученность
Режим реки до 1994 года изучался на гидрологических постах: первоначально Ишхой-Юрт, а затем Согунты. С 2008 года организован сезонный пост при входе в Аксайское водохранилище — Чагаротар. Также в разные годы гидрологические посты размешались в сёлах Герзель-Аул, Борагангечув, Аксай и Чагаротар.

## Гидрология
Характер реки меняется с высотой — в верхнем течении она горная, а в низовьях становится равнинной. Питание Аксая в основном подземное. Река характеризуется паводочным режимом в тёплую часть года и низкой зимней меженью. Естественный водный режим ниже села Герзель-Аул искажён интенсивным забором воды на орошение.
Среднегодовой расход воды — 5,17 м³/с, максимальный — 690 м³/с. Низовья реки характеризуются высокой насыщенностью наносами, средняя мутность составляет 6500 г/м³. Величина стока наносов за отдельные годы достигает 1300 тысяч т.

## Притоки
Основные притоки: слева — Хориэлк, Белготой-ясси (Ункубутли), справа — Ямансу.